# ViX
ViXは、K_OKADAが開発していたMicrosoft Windows用画像ビューアで、プロプライエタリなフリーウェアであった。公式ウェブサイトが2011年頃に消滅した後も窓の杜やVectorなどのサイトで配布され続けていたが、2018年3月にJVNが本ソフトウェアに脆弱性があることを公表して使用中止を呼び掛け、多くのサイトで配布停止となった。

## 概要
中核となるのは画像のサムネイル表示を行うファイルマネージャで、レイアウトは初期状態でWindows Explorerと同様のディレクトリ・ツリー表示ももつほか、設定により「イメージビュー」「プロパティビュー」｢パーソナルビュー｣のペインを同時表示可能であり、それぞれ画像のプレビュー、EXIF情報表示画面、ショートカットとして機能する。圧縮ファイルの閲覧・解凍・作成、ファイル名の連番指定や画像形式の一括変換など高度なファイル管理機能も備える。
サムネイルをダブルクリックすると画像ウインドウが開き、フルサイズで表示される。画像ウインドウではスライドショーや画像の印刷、拡大縮小などの基本的な機能のほか、トリミング、リサイズ、色調変換、回転、連結など、簡単な画像編集もできる。
BMP・JPEG・PNG・TIFF等、標準状態で17種類の画像ファイルフォーマットに対応しているほか、Susie Plug-inによって対応形式を拡張可能である。また、動画の再生にも対応している。
リリース版の最終バージョンは2.21.148.0だが、幾つかのバグ修正とアイコンを更新した実行ファイル上書き方式のβ版"ViX2.22β1"（バージョン2.22.149.0）がダウンロードサイトとは別の場所で配布されていた。2003年11月25日付のβ版バグ修正（フォルダ操作に関するバグ修正）の告知を最後に更新停止状態となり、2008年6月頃には公式サイトの更新情報告知ページ自体が閲覧不能となった。
2011年12月16日、ViXの開発者K_OKADAはJVNから連絡不能開発者とされ、公開調査に掛けられた。その後も開発者との連絡が取れずに連絡期限の2017年9月を過ぎたため、JVNは2018年3月にViXに脆弱性があることを公表し、本ソフトウェアの使用中止を呼び掛けている。

## 対応OS
開発当時、対応するOSとされたのはWindows 95、Windows 98、Windows Me、Windows NT 4.0、Windows 2000、Windows XP。

## 受賞
- 2001年: 日経BP社主催 第14回「190万読者が選ぶパソコン・ベスト・ソフト」エディターズ・チョイス賞（『日経ネットナビ』誌選）[13][14]
- 2003年: ネットランナー誌2003年11月号「ベスト・オブ・悪用厳禁ツール」ファイル鑑賞部門 画像カテゴリー 金賞[13]